# Psilotrichum sericeum
Psilotrichum sericeum är en amarantväxtart som först beskrevs av J.Koenig och William Roxburgh, och fick sitt nu gällande namn av Nicol Alexander Dalzell. Psilotrichum sericeum ingår i släktet Psilotrichum och familjen amarantväxter. Inga underarter finns listade i Catalogue of Life.